# Захалка, Джамаль
Джамаль Захалка (араб. جمال زحالقة‎, ивр. ג'מאל זחאלקה‎; род. 11 января 1955 года, Кафр-Кара, Израиль) — израильский политик, лидер партии «Балад», депутат кнессета (16, 17, 18, 19 созывы).

## Биография
Джамаль Захалка родился в 1955 году в арабской семье, в деревне Кафр-Кара (Израиль). Во время учёбы в 12 классе школы был приговорён к двум годам заключения, за сотрудничество с Организацией освобождения Палестины. После освобождения из тюрьмы поступил в Иерусалимский университет, в котором, одну за другой, получил три степени по фармакологии (бакалавр, магистр, доктор).
В 2003 году был впервые избран в кнессет (16 созыв), работал в комиссии по науке и технологии, комиссии по обращениям граждан и комиссии по труду, благосостоянию и здравоохранению. Участвовал в муниципальном лобби . Захалка возглавил фракцию «Балад» в кнессете.
В 2006 году был переизбран в кнессет 17-го созыва, вошёл в состав финансовой комиссии, комиссии по образованию, культуре и спорту, комиссии по поддержке статуса женщины, комиссии по науке и технологии и комиссии по обращениям граждан.
После бегства из Израиля Азми Башара, Захалка стал лидером «Балад». Он же возглавил фракцию в кнессете 17-го и 18-го созывов.
В 2009 году партия получила три мандата в кнессете. Захалка стал членом комиссии по образованию, культуре и спорту, комиссии по борьбе с наркотиками и комиссии по экономике.
Джамаль Захалка выступил против прохождения арабской молодёжью альтернативной службы в Армии обороны Израиля, по его мнению это «уменьшает чувство национальной самоидентификации» арабов и является «циничной эксплуатацией».
Будучи лидером партии «Балад» возглавил её предвыборный список, став депутатом кнессета 19-го созыва.
Захалка женат, имеет троих детей, владеет ивритом, арабским, русским и английским языками.